# Toniann Pitassi
Toniann Pitassi (Pittsburgh) é uma matemática e cientista da computação estadunidense-canadense, especialista em complexidade computacional.

## Carreira acadêmica
Pitassi obteve os graus de bacharel e mestrado na Universidade Estadual da Pensilvânia, seguindo para a Universidade de Toronto, onde obteve em 1992 um Ph.D., orientada por Stephen Cook. Após estudos de pós-doutorado na Universidade da Califórnia em San Diego e no corpo docente da Universidade de Pittsburgh e Universidade do Arizona, retornou a Toronto em 2001, sendo atualmente professora do Departamento de Ciência da Computação e do Departamento de Matemática da Universidade de Toronto.
Foi palestrante convidada do Congresso Internacional de Matemáticos em Berlim (1998). De setembro a dezembro de 2017 foi professora visitante no Instituto de Estudos Avançados de Princeton.

## Publicações selecionadas
- Pitassi, Toniann; Beame, Paul; Impagliazzo, Russell (1993), «Exponential lower bounds for the pigeonhole principle», Computational Complexity, 3 (2): 97–140, MR 1233662, doi:10.1007/BF01200117.
- Beame, Paul; Pitassi, Toniann (1996), «Simplified and improved resolution lower bounds», Proceedings of the 37th Annual Symposium on Foundations of Computer Science, pp. 274–282, MR 1450625, doi:10.1109/SFCS.1996.548486.
- Bonet, Maria; Pitassi, Toniann; Raz, Ran (1997), «Lower bounds for cutting planes proofs with small coefficients», Journal of Symbolic Logic, 62 (3): 708–728, MR 1472120, doi:10.2307/2275569.
- Beame, Paul; Pitassi, Toniann (1998), «Propositional proof complexity: past, present, and future», Bulletin of the European Association for Theoretical Computer Science (65): 66–89, MR 1650939. Reprinted in Current Trends in Theoretical Computer Science, World Scientific, 2001, .
- Beame, Paul; Karp, Richard; Pitassi, Toniann; Saks, Michael (1998), «On the complexity of unsatisfiability proofs for random k-CNF formulas», Proceedings of the 30th ACM Symposium on Theory of Computing, pp. 561–571, MR 1715604, doi:10.1145/276698.276870.
- Beame, Paul; Karp, Richard; Pitassi, Toniann; Saks, Michael (2002), «The efficiency of resolution and Davis-Putnam procedures», SIAM Journal on Computing, 31 (4): 1048–1075, MR 1919956, doi:10.1137/S0097539700369156.
- Dwork, Cynthia; Naor, Moni; Pitassi, Toniann; Rothblum, Guy N. (2010). «Differential privacy under continual observation». Proceedings of the Forty-Second ACM Symposium on Theory of Computing: 715–724. doi:10.1145/1806689.1806787
- Dwork, Cynthia; Hardt, Moritz; Pitassi, Toniann; Reingold, Omer; Zemel, Richard (2012). «Fairness Through Awareness». New York, NY, USA: ACM. Proceedings of the 3rd Innovations in Theoretical Computer Science Conference. ITCS '12: 214–226. ISBN 9781450311151. arXiv:1104.3913. doi:10.1145/2090236.2090255
- Dwork, Cynthia; Feldman, Vitaly; Hardt, Moritz; Pitassi, Toniann; Reingold, Omer; Roth, Aaron (7 de agosto de 2015). «The reusable holdout: Preserving validity in adaptive data analysis». Science (em inglês). 349 (6248): 636–638. ISSN 0036-8075. PMID 26250683. doi:10.1126/science.aaa9375